# 乞伏傉大寒
乞伏傉大寒（?—?），為東晉十六國時期隴西部鮮卑首領，十六国时期西秦建立者乞伏国仁之祖父，承襲乞伏述延，在位時間不詳。
乞伏傉大寒在位时，后赵石勒滅前赵劉曜，乞伏傉大寒害怕而遷居到麥田無孤山。死后儿子乞伏司繁即位。另有一子乞伏步颓。
| 前任： 乞伏述延 | 隴西部鮮卑首領 | 繼任： 乞伏司繁 |